# 東京都道171号相原停車場線

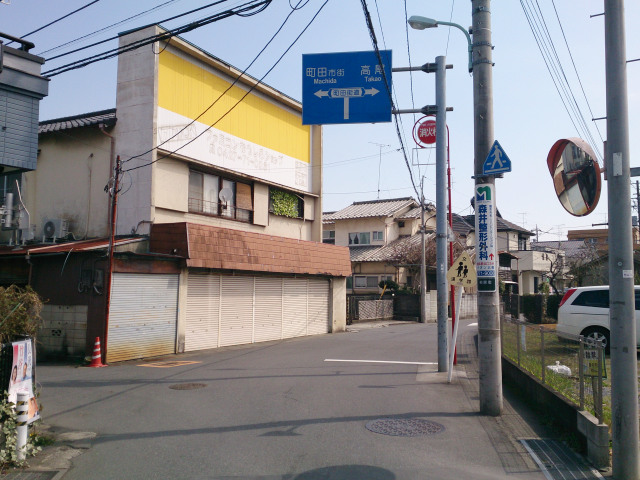
相原駅入口交差点付近

東京都道171号相原停車場線（とうきょうとどう171ごう あいはらていしゃじょうせん）は、東京都町田市相原町のJR相原駅東口から、同町の国道16号相原交差点に至る一般都道である。2021年（令和3年）7月の東京都告示第995号により同年8月1日付で廃止となった。東京都道47号八王子町田線との重複区間を除き町田市に移管され、町田市道堺958号線となった。

## 概要
同路線は、相原駅東口から町田街道（都道47号重複区間）を通り、国道16号相原交差点を結ぶ。
都道47号線では2017年現在、相原駅南側にある踏切を撤去すべく、東京都が事業主体となり、単独立体交差事業（アンダーパス工事）を進めており、これに併せて都道171号線の拡幅・付替が検討されている。

### 路線データ
- 陸上距離：248 m（上位路線との重複区間を除く）[6]
- 面積：1,334 m2
- 起点：町田市相原町（相原駅東口）
- 終点：町田市相原町（相原交差点 = 国道16号交点）

## 路線状況

### 通称
- 町田街道（相原駅入口交差点 - 相原交差点）
  - 東京都道47号八王子町田線の重複区間が該当する。

### 重複区間
- 東京都道47号八王子町田線（相原駅入口交差点 - 相原交差点）

### 道路施設

#### 橋梁
- 中央橋（陽田川） - 東京都道47号八王子町田線の重複区間に架かる。

### 交通状況
道路交通センサスによる相原停車場線の交通データについて、
- 24時間自動車類交通量（上下合計）について、小型車870台、大型車131台、合計1001台である。
- また、道路部幅員・車道部幅員5.50m、車道幅員5.00m、車線数は1車線、歩道幅員は存在しない。（重複区間を除く）

## 地理

### 通過する自治体
- 東京都
  - 町田市

### 交差する道路
- 東京都道47号八王子町田線（相原駅入口交差点）
- 国道16号八王子バイパス相原IC（坂下交差点）
- 国道16号（相原交差点）

### バス路線
- 神奈川中央交通（神奈中バス）が相原駅の西口側から発着しているが、一方の東口側である当道の起点から相原駅入口交差点までは神奈中バスは乗り入れておらず、都道47号重複区間にかけては走行している。
- また、当道区間としては直接乗り入れてはいないが、起点の相原駅東口から東京造形大学（八王子市）方面へ向かうスクールバスが発着している。